# Neede
 (septembre 2022).
Si vous disposez d'ouvrages ou d'articles de référence ou si vous connaissez des sites web de qualité traitant du thème abordé ici, merci de compléter l'article en donnant les références utiles à sa vérifiabilité et en les liant à la section « Notes et références ».
 (mai 2018).
Neede est un village appartenant à la commune néerlandaise de Berkelland. Le 1er janvier 2007, le village comptait 10 880 habitants.
Neede était une commune indépendante jusqu'au 1er janvier 2005. À cette date, elle a fusionné avec Borculo, Eibergen et Ruurlo pour former la nouvelle commune de Berkelland.